# Dou Miao
Dou Miao, död 172, var en kinesisk kejsarinna, gift med kejsar Han Huandi. Hon var Kinas regent från 168 till 172 som förmyndare för kejsar Han Lingdi. Hon var den femte kvinna som styrt Kina som regent, efter Liang Na. 
Hon regerade med assistans av sin far Dou och konfucianen Chen, och lyckades effektivt slå ned Qiangs uppror. Hon blev dock år 168 utsatt för en palatskupp av hoveunuckerna, som dödade hennes rådgivare, tillfångatog den lille kejsaren och placerade henne i husarrest. Hon kvarblev i husarrest, även om hon på papperet behåll ställningen som regent mandatperioden ut. 